# Foligno
Foligno é uma comuna italiana da região da Úmbria, província de Perúgia, com cerca de 56.036 habitantes. Estende-se por uma área de 263 km², tendo uma densidade populacional de 274,7 hab/km². Faz fronteira com Bevagna, Montefalco, Nocera Umbra, Sellano, Serravalle di Chienti (MC), Spello, Trevi, Valtopina, Visso (MC).
Nesta cidade nasceu e morreu a famosa mística Santa Ângela de Foligno.
Era conhecida como Fulgínio (em latim: Fulginium) durante o período romano.

## Demografia
| Variação demográfica do município entre 1861 e 2011                               |
|                                                                                   |
| Fonte: Istituto Nazionale di Statistica (ISTAT) - Elaboração gráfica da Wikipedia |